# 线柄铁角蕨
线柄铁角蕨（学名：Asplenium capillipes）为铁角蕨科铁角蕨属下的一个种。

## 扩展阅读
- 維基物種上的相關：线柄铁角蕨